# Domenico Ballati-Nerli
Domenico Ballati Nerli (Mantova, 15 giugno 1657 – Colle di Val d'Elsa, 28 marzo 1748) è stato un vescovo cattolico italiano.

## Biografia
Nato a Mantova il 15 giugno 1657, si trasferì, al seguito della famiglia, a Siena dove compì i primi studi.
All'età di quattordici anni è già indirizzato verso la vita religiosa e inizia gli studi di teologia e filosofia. Dopo la laurea svolge diversi incarichi presso l'Abbazia di Monte Oliveto Maggiore per poi divenire, per ben quindici anni Vicario dell'Abate di San Gimignano. Alla morte di questi lo sostituisce nell'incarico.
Nel 1704 viene quindi eletto Vescovo di Colle di Val d'Elsa in seguito alla proposta avanzata dal Granduca di Toscana Cosimo III.
Nonostante la sua nomina non fosse stata ben accolta dai fedeli e dalle autorità locali, ben presto si accattivò le simpatie e la benevolenza dei tutti.
Durante lo svolgimento della cattedra vescovile si interessò particolarmente alla formazione dei seminaristi.
Morì all'età di novantuno anni, il 28 marzo 1748.
Il suo corpo è sepolto nel Duomo di Colle di Val d'Elsa.